# Bukareški mirovni sporazum (1812)
Bukareški mirovni sporazum (rusko Бухарестский мирный договор (1812), turško Bükreş Antlaşması (1812)) je bil sporazum med Ruskim carstvom in Osmanskim cesarstvom, podpisan 28. maja 1812 v Manucovi gostilni v Bukarešti. Ratificiran je bil ob 5. julija 1812 ob koncu rusko-turške vojne 1806–1812.
Osmanskemu cesarstvu je v vojni z Rusijo slabo kazalo.  Visoka Porta se je predvsem želela izogniti grozečemu spopadu med Napoleonovo Francijo in Rusijo, Rusi pa niso želeli vojne na dveh frontah, zato so sklenili mir, da bi se pripravili na prihajajočo vojno s Francijo. Osmansko cesarstvo se je s sklenitvijo sporazuma izognilo potencialno katastrofalni vojni ob majhni izgubi ozemlja. Sporazum  je postal osnova za prihodnje rusko-osmanske odnose.

## Ozadje

### Rusko-turška vojna 1806
Vojna  med Ruskim carstvom in Osmanskim cesarstvom se je začela leta 1806, v času, ko so se v  Evropi začele napoleonske vojne. Francosko cesarstvo je spodbudilo osmanskega sultana Selima III., da je v Vlaški in Moldaviji zaradi njihovega proruskega razpoloženja odstranil več zemljiških gospodov. Medtem so Francozi že prodrli  tudi na Balkanski polotok in povečali napetosti z Rusijo. Da bi zaščitila svoje meje pred morebitno francosko invazijo, je Rusija premaknila na tisoče vojakov v Moldavijo in Vlaško, zaradi česar je sultan Rusiji napovedal vojno. 
Velika začetna osmanska ofenziva proti Vlaški, ki so jo zasedli Rusi, je propadla. V Armeniji je v tem času nekaj tisoč ruskih vojakov premagalo 20.000 turških, Rusija pa je zatem dosegla še veliko zmago nad osmansko črnomorsko floto. Pomorska zmaga in druge zgodnje ruske zmage so privedle do odstavitve Selima III. Rusi so nato dokončno uničili osmansko floto in vzpostavili pomorsko prevlado na Črnem morju. Leta 1811 je veliki vezir Ahmed paša v Bolgariji zbral 60.000 turških vojakov in po nekaj meseih napadel Ruse. Rusi so se branili dovolj dolgo, da so se umaknili čez Donavo. Turki so se pognali za njimi, vendar so padli v zasedo in bili takoj obkoljeni. Kmalu po teh bitkah se je Rusija odločila, da je čas za sklenitev miru. 

## Pogajanja
Pogajanja so potekala v Bukarešti in so se začela 11. januarja 1812. Osmanski pogajalci so bili Mehmed Said Galib Efendi, Reis Efendi, Muftuzade Ibrahim Selim Efendi in Abdulhamid Efendi. Ruski pooblaščenci so bili Andre Italinski, generalpodpolkovnik Jean Sabaniev, Joseph Fontone in Antoine Fonton. Rusija je sprva  zavračala mirovne pogoje, od katerih bi imeli Osmani kakršne koli koristi.  Želeli so pridobiti več ozemlja na Balkanu in Zakavkazju, kot so ga bili Osmani pripravljeni dati, in nadzor nad številnimi turškimi pristanišči in trdnjavami ob Črnem morju in Donavi. Takrat je prišel v Istanbul britanski pooblaščenec Stratford Canning, da bi pomagal premakniti pogajanja z mrtve točke. Canning je Rusiji priporočil, naj bo bolj zmerna pri zahtevah po evropskih in azijskih ozemljih, kajti če bodo Osmani potisnjeni predaleč, se lahko obrnejo na Francijo kot zaveznico. Francozi so skušali preprečiti poravnavo. V začetku maja so Rusi po nasvetu Canninga spremenili svoje zahteve in pogajanja so stekla. Sprti strani sta sporazum podpisali v  Manucovi gostilni v Bukarešti 28. maja 1812 in ga ratificirali 5. julija 1812. 

## Določbe
Budžak in vzhodno polovico Kneževine Moldavije med rekama Prut in Dnester (Besarabija) s površino 45.630 km2 je Osmansko cesarstvo odstopilo Rusiji. Rusija je dobila tudi pravico do trgovanja na Donavi. 
V Zakavkazju so se Osmani odpovedali svojim zahtevam po večini zahodne Gruzije  in leta 1810 sprejeli rusko aneksijo Kraljevine Imereti. Osmani so v zameno obdržali nadzor nad Ahalkalakijem, Potijem in Anapo, ki so jih pred tem med vojno zavzele rusko-gruzijske čete.
Poleg tega je 8. člen sporazuma sklenil premirje Osmanskega cesarstva z uporniškimi Srbi in Srbiji dal avtonomijo.
Bukareški sporazum, ki ga je podpisal ruski poveljnik Mihail Ilarionovič Kutuzov, je ratificiral ruski car Aleksander I. samo trinajst dni pred Napoleonovim pohodom  na Rusijo. 

## Zapuščina
17. aprila 2011 je bila ustanovljena Akcija 2012, koalicija nevladnih  organizacij, ki je delovala v Romuniji in Moldaviji in podpirala združitev Moldavije in Romunije. Ime je dobila po letu 2012, ki je zaznamovalo 200. obletnico Bukareškega sporazuma.

## Vira
- Ćirković, Sima (2004). The Serbs. Malden: Blackwell Publishing. ISBN 9781405142915.
- Ismail, F. "The making of the treaty of Bucharest, 1811-1812," Middle Eastern Studies (1979) 15#2. str. 163-192 online.